# (17435) di Giovanni
(17435) di Giovanni (1989 SP3) – planetoida z grupy przecinających orbitę Marsa okrążająca Słońce w ciągu 3,64 lat w średniej odległości 2,37 j.a. Odkryta 26 września 1989 roku.